# Черњик
Черњик (слч. Černík, мађ. Csornok) насељено је мјесто са административним статусом сеоске општине (слч. obec) у округу Нове Замки, у Њитранском крају, Словачка Република.

## Становништво
| Година:    | 1994. | 2004.   | 2014.   | 2024.   |
| ---------- | ----- | ------- | ------- | ------- |
| Број људи: | 1013  | 992     | 1016    | 1058    |
| Разлика:   |       | -2,07 % | +2,41 % | +4,13 % |

| Година:    | 2023. | 2024.   |
| ---------- | ----- | ------- |
| Број људи: | 1037  | 1058    |
| Разлика:   |       | +2,02 % |

Према подацима о броју становника из 2011. године насеље је имало 1.019 становника.